# Zelotes erebeus
Zelotes erebeus este o specie de păianjeni din genul Zelotes, familia Gnaphosidae. A fost descrisă pentru prima dată de Thorell, 1871. Conform Catalogue of Life specia Zelotes erebeus nu are subspecii cunoscute.